# Leichtathletik-Europameisterschaften 2014/400 m der Frauen

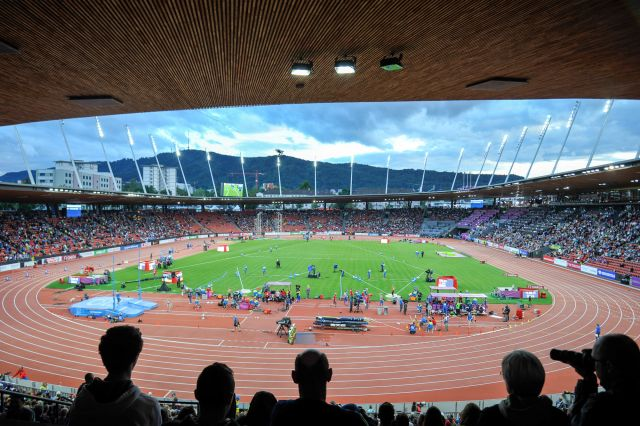
Das Letzigrund-Stadion während der Europameisterschaften 2014

Der 400-Meter-Lauf der Frauen bei den Leichtathletik-Europameisterschaften 2014 wurde vom 12. bis 15. August 2014 im Letzigrund-Stadion von Zürich ausgetragen.
Europameisterin wurde die Italienerin Libania Grenot. Silber ging an Olha Semljak aus der Ukraine. Die Spanierin Indira Terrero belegte Rang drei.

## Bestehende Rekorde
| Weltrekord           | 47,60 s | Marita Koch | Canberra, Australien   | 6. Oktober 1985   |
| Europarekord         | 47,60 s | Marita Koch | Canberra, Australien   | 6. Oktober 1985   |
| Meisterschaftsrekord | 48,16 s | Marita Koch | EM Athen, Griechenland | 8. September 1982 |

Der bereits seit 1982 bestehende EM-Rekord blieb auch nach diesen Europameisterschaften weiterhin bestehen. Die schnellste Zeit erzielte die italienische Europameisterin Libania Grenot im Finale mit 51,10 s, womit sie 2,94 s über dem Rekord blieb. Zum Welt- und Europarekord fehlten ihr 3,50 s.

## Legende
| DNS | nicht am Start (did not start) |

## Vorrunde
Die Vorrunde wurde in vier Läufen durchgeführt. Die ersten drei Athletinnen pro Lauf – hellblau unterlegt – sowie die darüber hinaus vier zeitschnellsten Läuferinnen – hellgrün unterlegt – qualifizierten sich für das Halbfinale.

### Vorlauf 1
12. August 2014, 18:00 Uhr
| Platz | Name                      | Nation     | Zeit (s) |
| ----- | ------------------------- | ---------- | -------- |
| 1     | Indira Terrero            | Spanien    | 51,62    |
| 2     | Bianca Răzor              | Rumänien   | 51,77    |
| 3     | Marie Gayot               | Frankreich | 51,80    |
| 4     | Tatjana Weschkurowa       | Russland   | 52,06    |
| 5     | Chiara Bazzoni            | Italien    | 52,19    |
| 6     | Gunta Latiševa-Čudare     | Lettland   | 53,37    |
| 7     | Modesta Justė Morauskaitė | Litauen    | 55,87    |

### Vorlauf 2

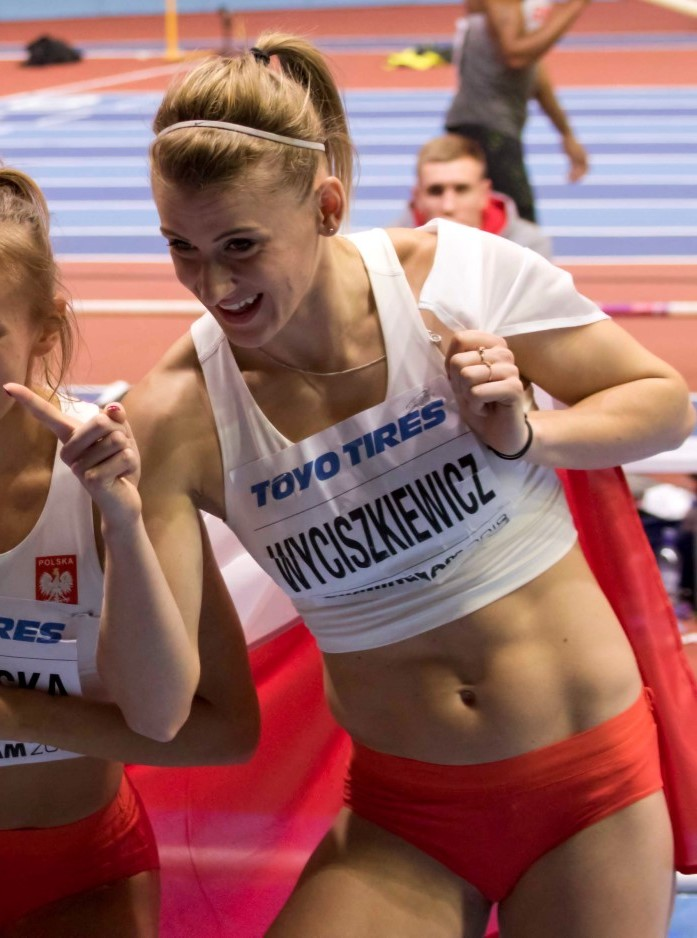
Als Vierte ihres Vorlaufs verpasste Patrycja Wyciszkiewicz das Halbfinale um einen Rang
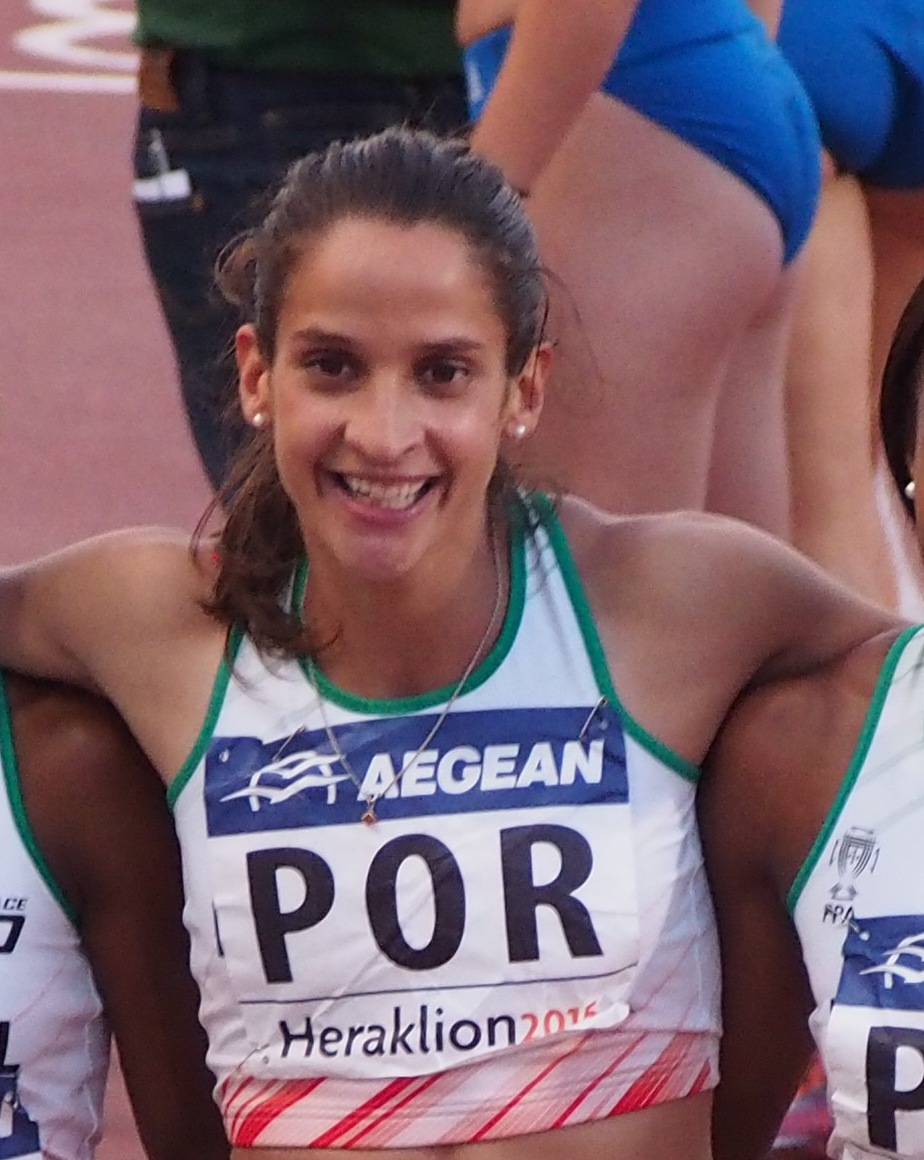
Ihr fünfter Platz im zweiten Vorlauf reichte Cátia Azevedo nicht für die Halbfinalteilnahme
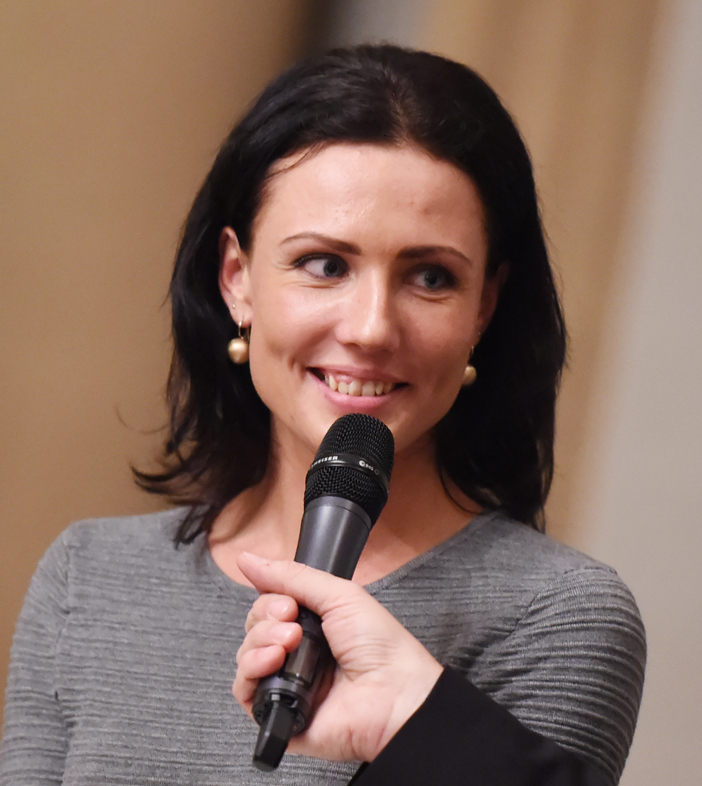
Iveta Putalová schied als Sechste ihres Vorlaufs aus

12. August 2014, 18:07 Uhr
| Platz | Name                   | Nation         | Zeit (s) |
| ----- | ---------------------- | -------------- | -------- |
| 1     | Christine Ohuruogu     | Großbritannien | 51,40    |
| 2     | Libania Grenot         | Italien        | 51,90    |
| 3     | Xenija Sadorina        | Russland       | 52,57    |
| 4     | Patrycja Wyciszkiewicz | Polen          | 52,73    |
| 5     | Cátia Azevedo          | Portugal       | 52,87    |
| 6     | Iveta Putalová         | Slowakei       | 53,25    |
| 7     | Tara Marie Norum       | Norwegen       | 54,89    |

### Vorlauf 3

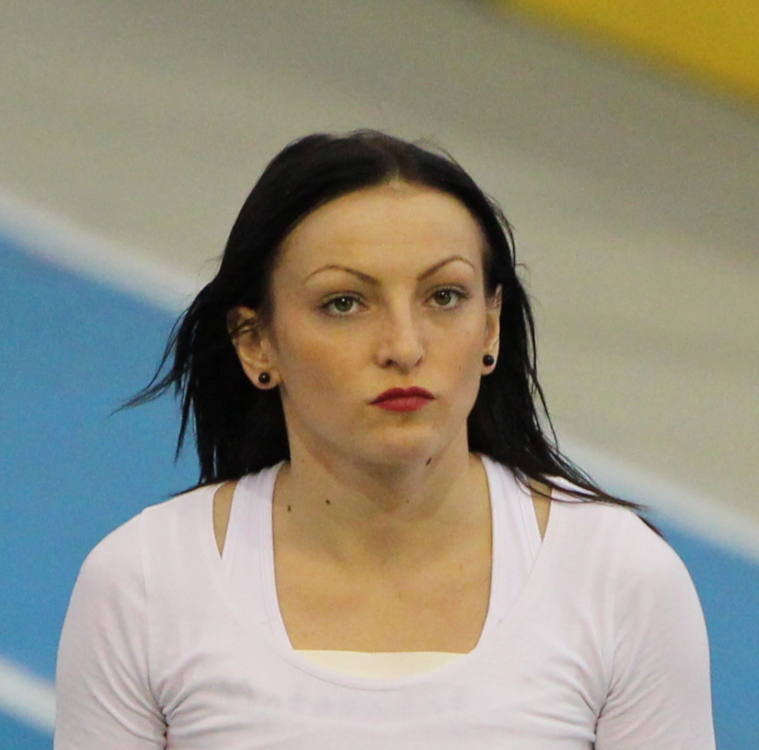
Adelina Pastor wurde in ihrem Vorlauf Fünfte und schied damit aus
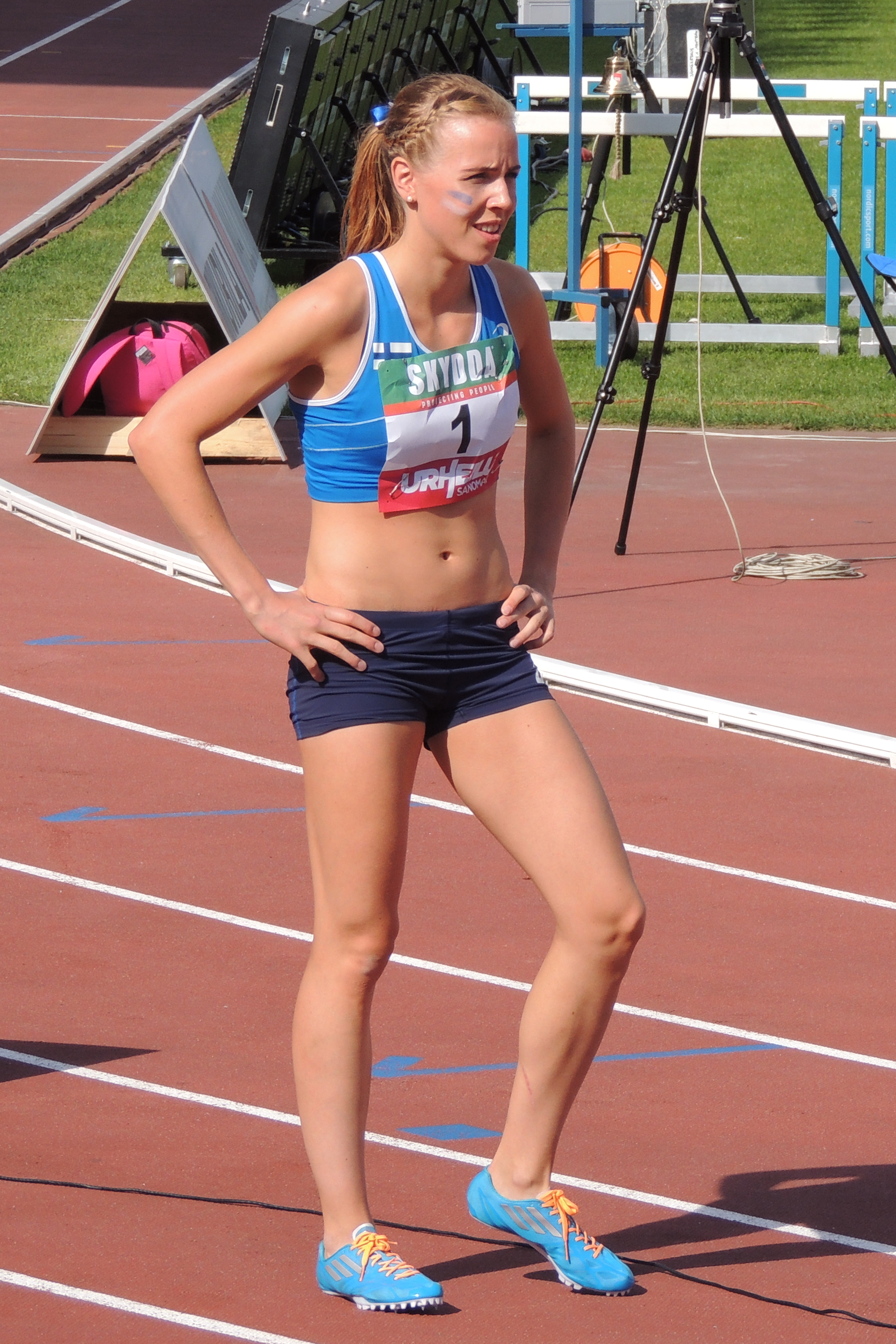
Für Katri Mustola gab es mit ihrer Zeit von über 53 Sekunden keine Chance auf ein Weiterkommen

12. August 2014, 18:14 Uhr
| Platz | Name              | Nation     | Zeit (s) |
| ----- | ----------------- | ---------- | -------- |
| 1     | Natalija Pyhyda   | Ukraine    | 51,95    |
| 2     | Małgorzata Hołub  | Polen      | 52,00    |
| 3     | Agnė Šerkšnienė   | Litauen    | 52,42    |
| 4     | Floria Gueï       | Frankreich | 52,42    |
| 5     | Adelina Pastor    | Rumänien   | 53,30    |
| 6     | Katri Mustola     | Finnland   | 53,41    |
| 7     | Amalja Scharojan  | Armenien   | 56,49    |
| 8     | Hristina Risteska | Mazedonien | 57,47    |

### Vorlauf 4

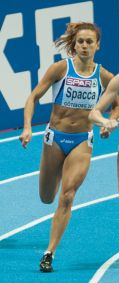
Maria Enrica Spacca scheiterte als Siebte ihres Rennens in der Vorrunde
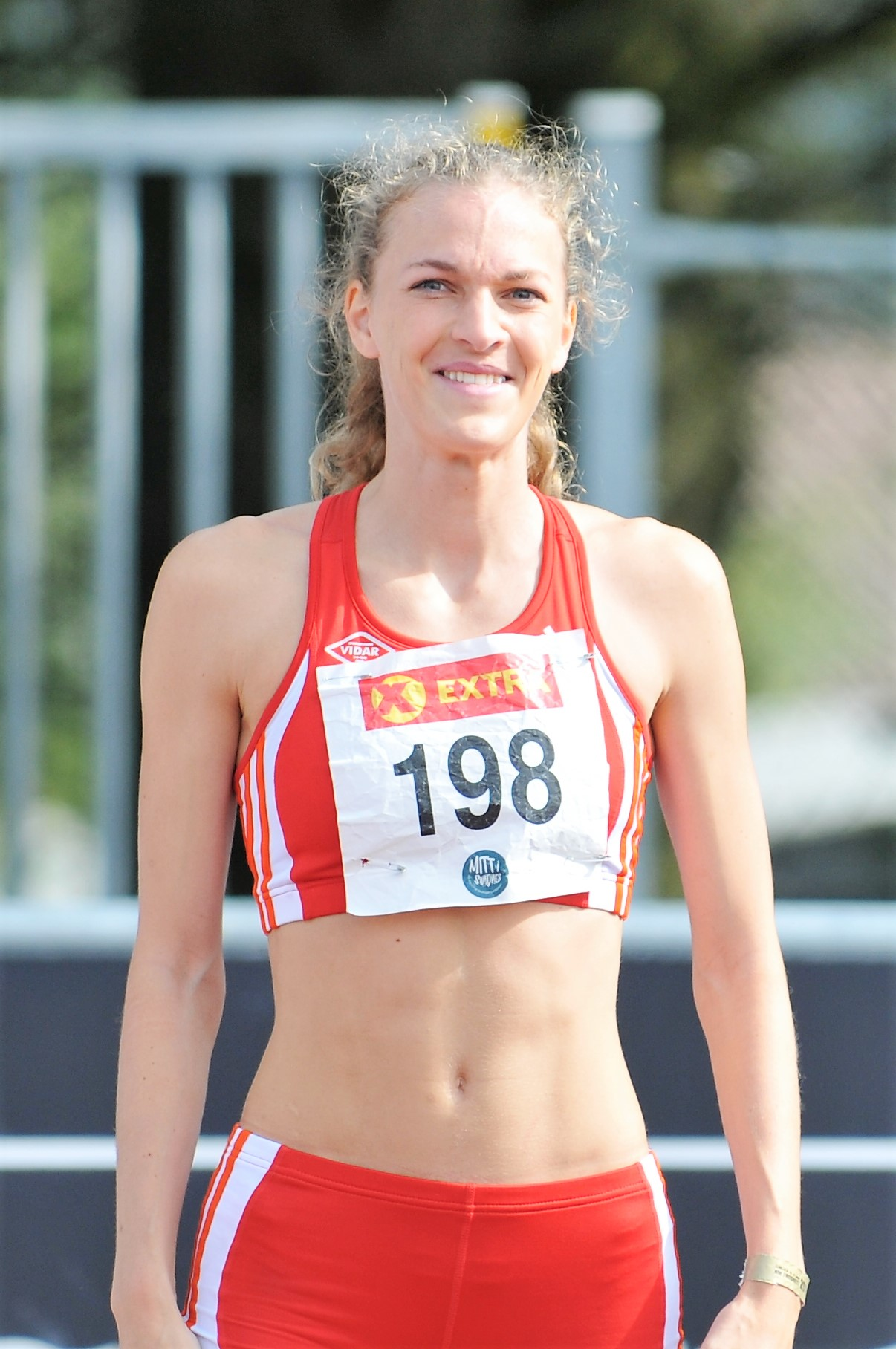
Line Kloster - Rang sieben in ihrem Vorlauf und damit ausgeschieden

12. August 2014, 18:21 Uhr
| Platz | Name                | Nation      | Zeit (s) |
| ----- | ------------------- | ----------- | -------- |
| 1     | Olha Semljak        | Ukraine     | 51,16    |
| 2     | Aauri Bokesa        | Spanien     | 51,86    |
| 3     | Esther Cremer       | Deutschland | 51,98    |
| 4     | Justyna Święty      | Polen       | 52,43    |
| 5     | Tamara Marković     | Serbien     | 53,41    |
| 6     | Maria Enrica Spacca | Spanien     | 53,41    |
| 7     | Line Kloster        | Norwegen    | 54,27    |

## Halbfinale
Aus den beiden Halbfinalläufen qualifizierten sich die jeweils ersten drei Athletinnen – hellblau unterlegt – sowie die darüber hinaus zwei zeitschnellsten Läuferinnen – hellgrün unterlegt – für das Finale.

### Lauf 1

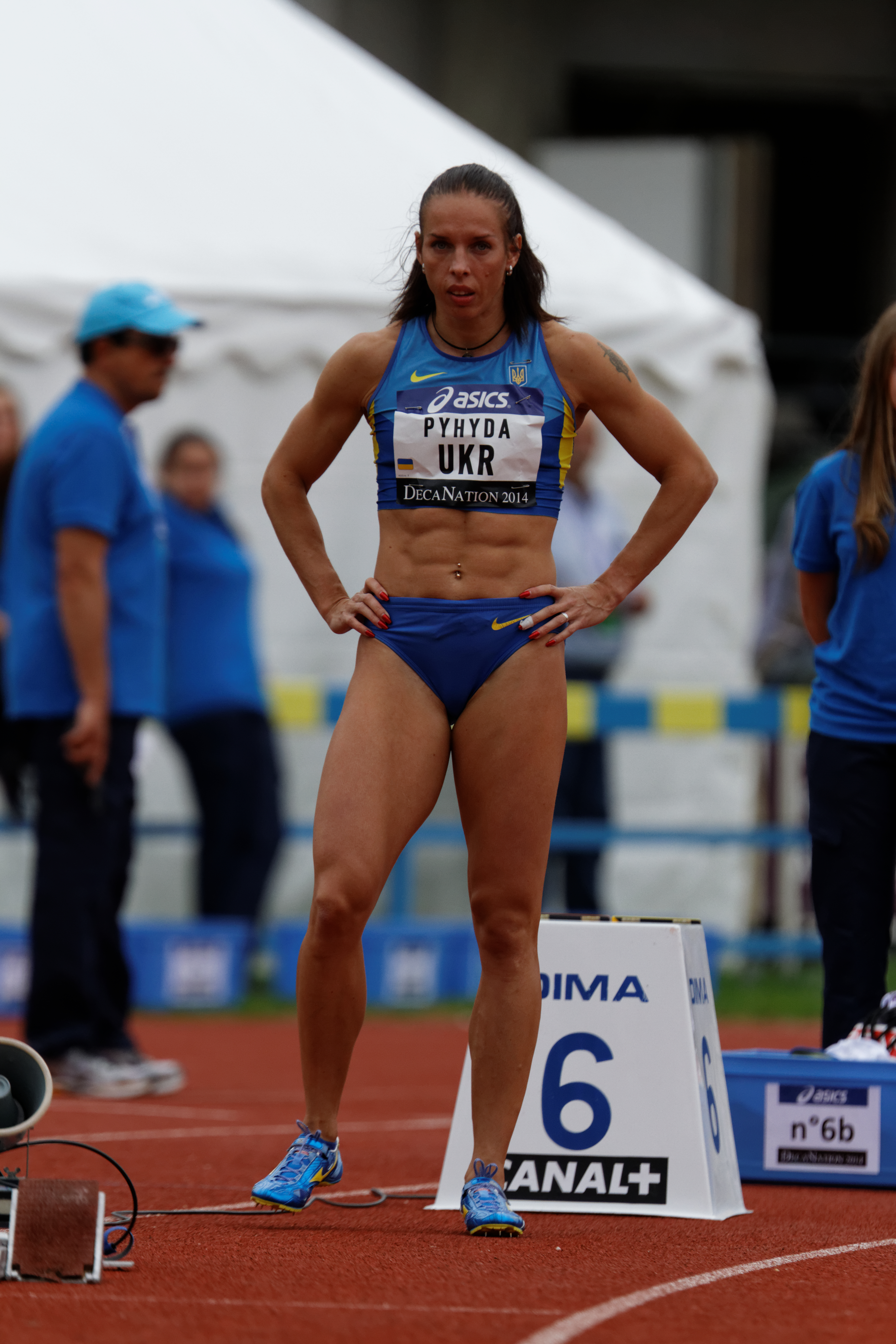
Natalija Pyhyda – Rang vier in 52,70 s
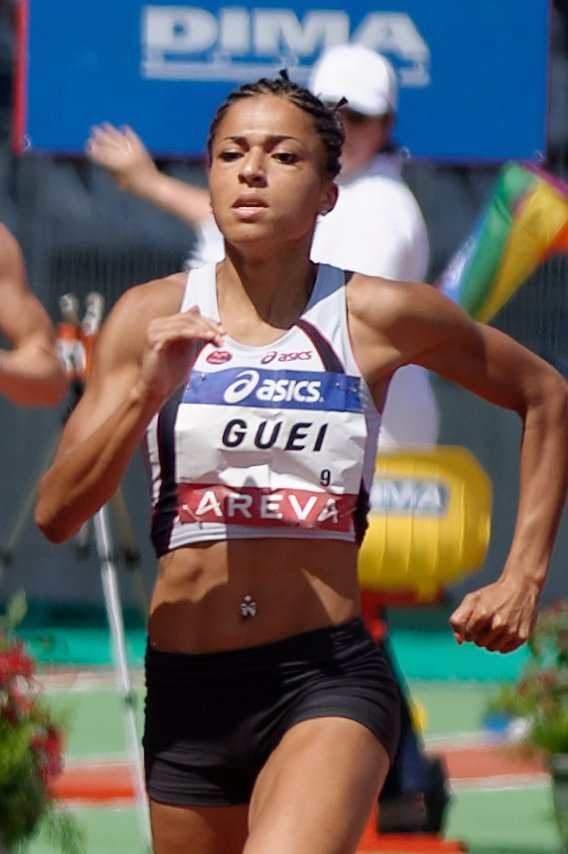
Floria Gueï – Rang fünf in 52,82 s
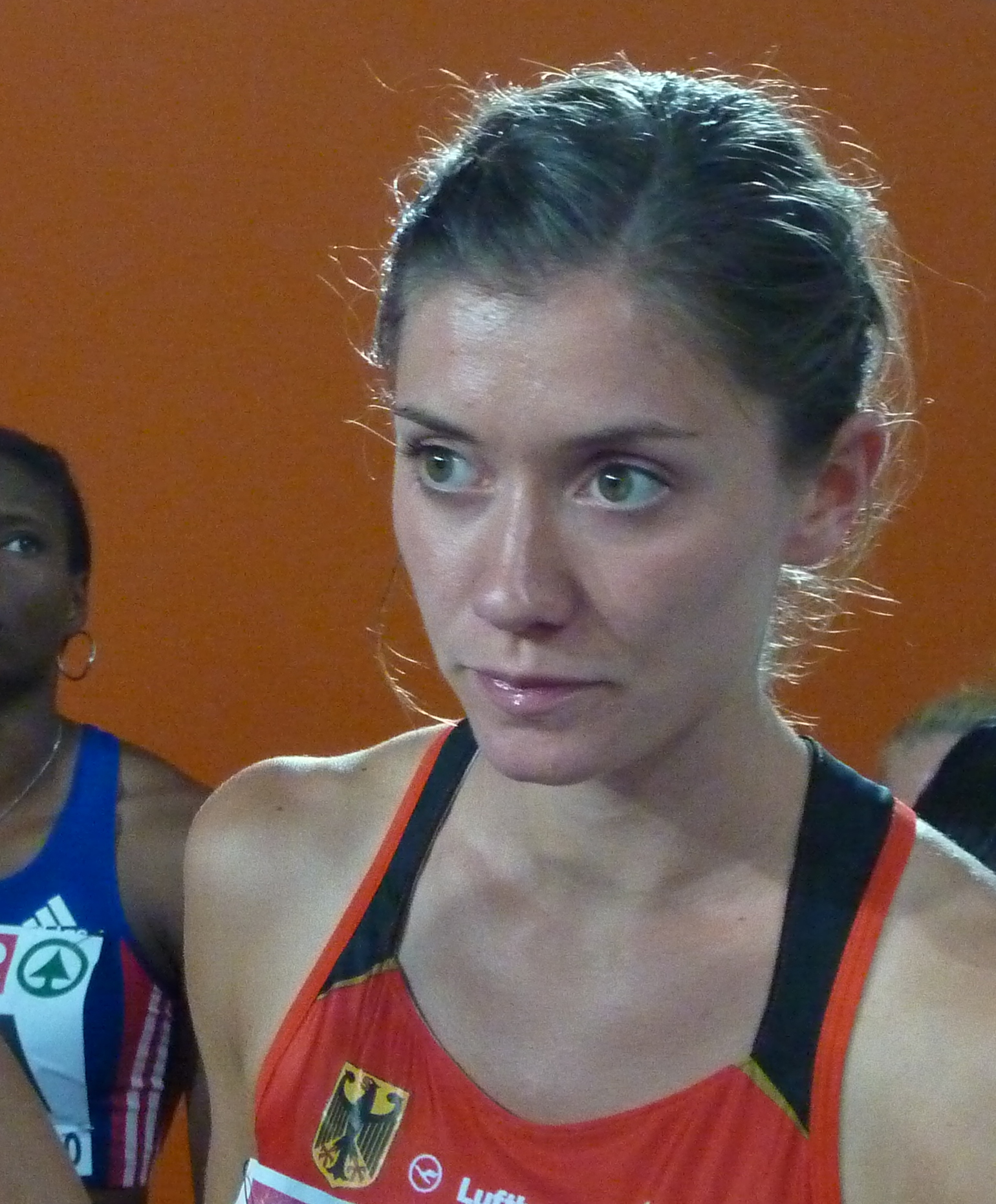
Esther Cremer – Rang sechs in 52,83 s
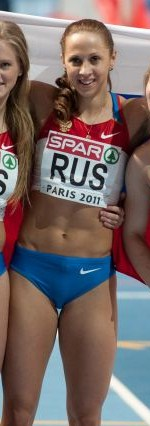
Xenija Sadorina – nicht angetreten

13. August 2014, 19:10 Uhr
| Platz | Name               | Nation         | Zeit (s) |
| ----- | ------------------ | -------------- | -------- |
| 1     | Indira Terrero     | Spanien        | 52,07    |
| 2     | Christine Ohuruogu | Großbritannien | 52,56    |
| 3     | Małgorzata Hołub   | Polen          | 52,58    |
| 4     | Natalija Pyhyda    | Ukraine        | 52,70    |
| 5     | Floria Gueï        | Frankreich     | 52,82    |
| 6     | Esther Cremer      | Deutschland    | 52,83    |
| 7     | Chiara Bazzoni     | Italien        | 53,50    |
| DNS   | Xenija Sadorina    | Russland       |          |

### Lauf 2

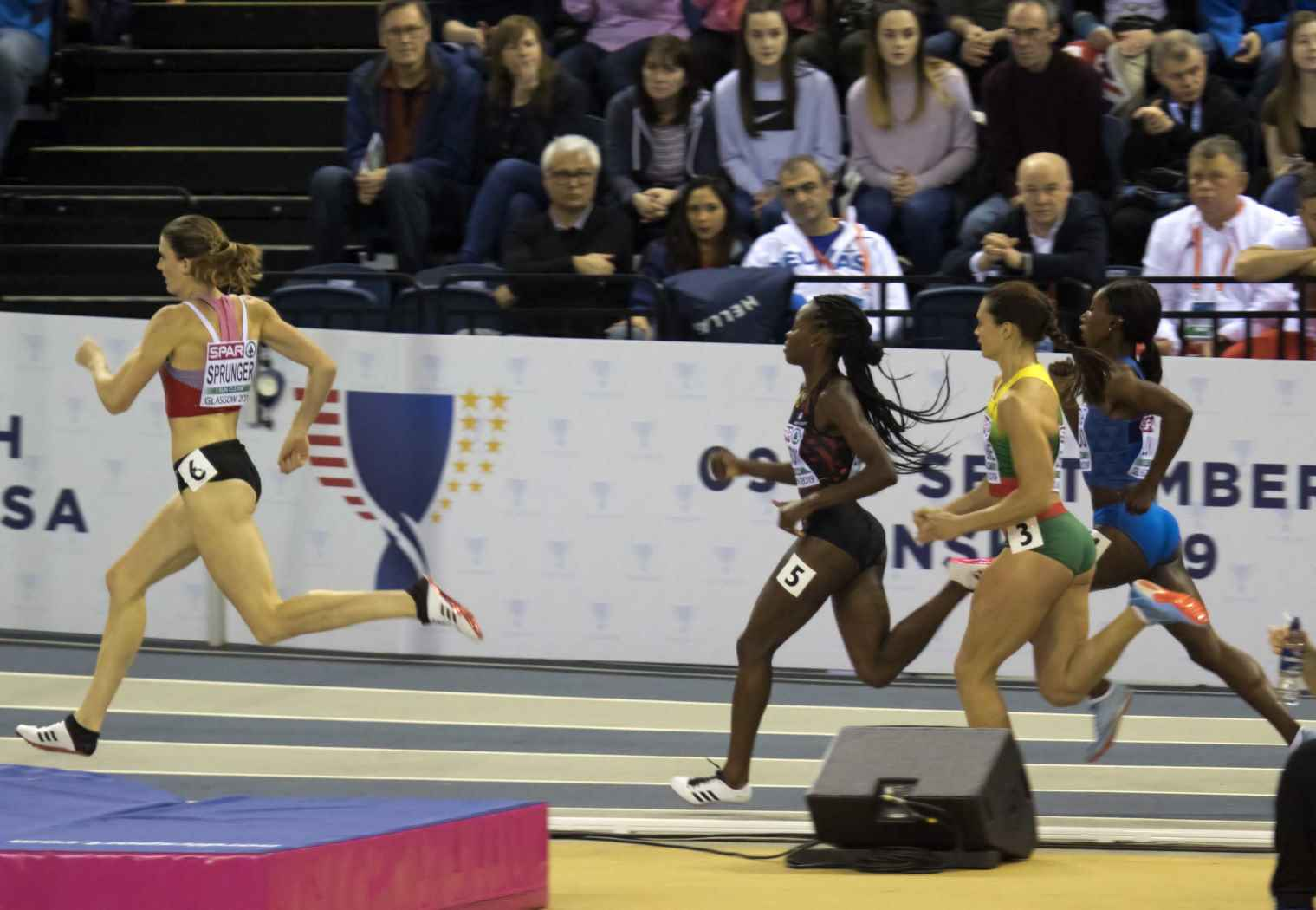
Agnė Šerkšnienė (ganz links) fehlte mit ihren 52,32 s eine Zehntelsekunde zur Teilnahme am Finale
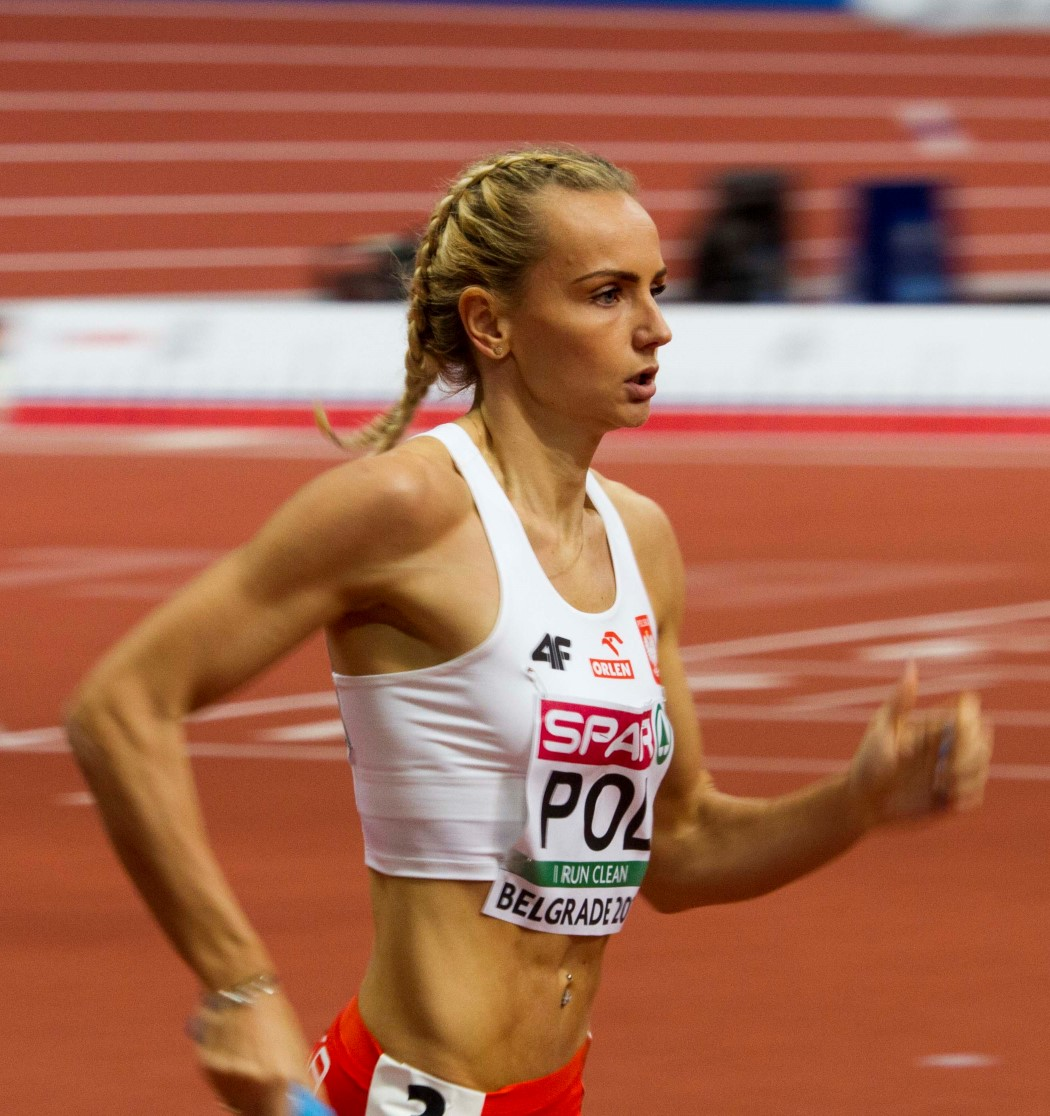
Justyna Święty scheiterte als Siebte ihres Rennens mit 52,85 s im Semifinale
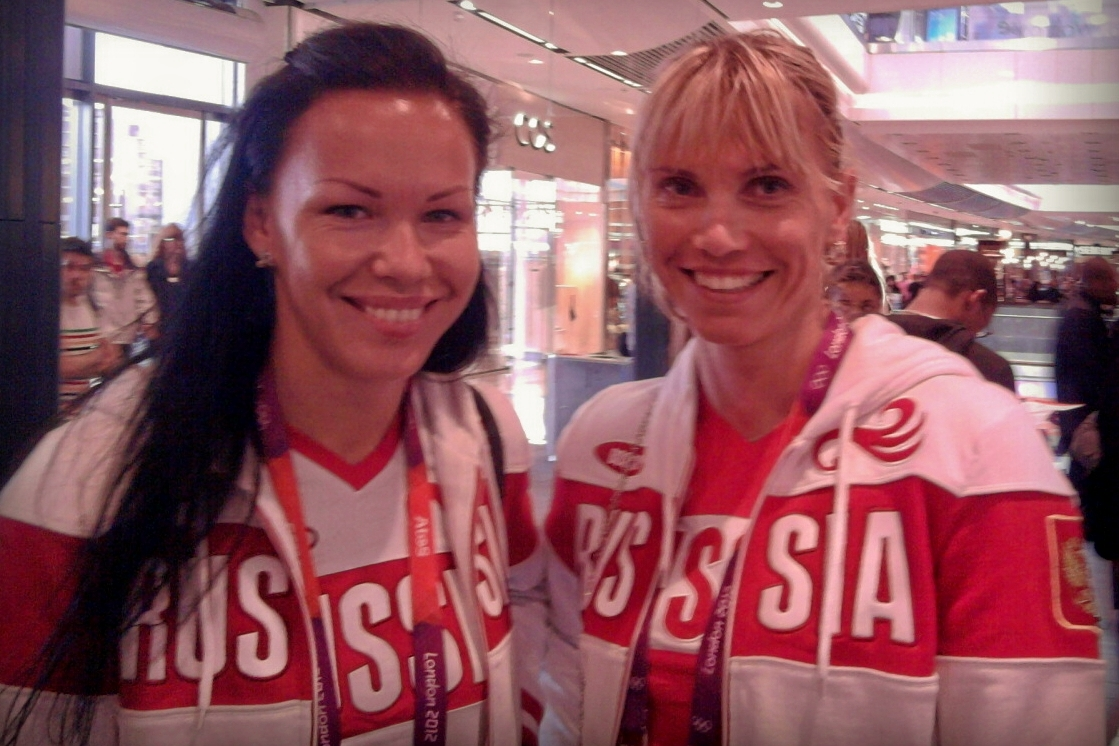
Tatjana Weschkurowa (rechts), 2006 Vizeeuropameisterin, schied als Achte ihres Halbfinallaufs in 52,93 s aus

13. August 2014, 19:17 Uhr
| Platz | Name                | Nation     | Zeit (s) |
| ----- | ------------------- | ---------- | -------- |
| 1     | Olha Semljak        | Ukraine    | 51,24    |
| 2     | Libania Grenot      | Italien    | 51,47    |
| 3     | Aauri Bokesa        | Spanien    | 51,84    |
| 4     | Marie Gayot         | Frankreich | 52,11    |
| 5     | Bianca Răzor        | Rumänien   | 52,22    |
| 6     | Agnė Šerkšnienė     | Litauen    | 52,32    |
| 7     | Justyna Święty      | Polen      | 52,85    |
| 8     | Tatjana Weschkurowa | Russland   | 52,93    |

## Finale

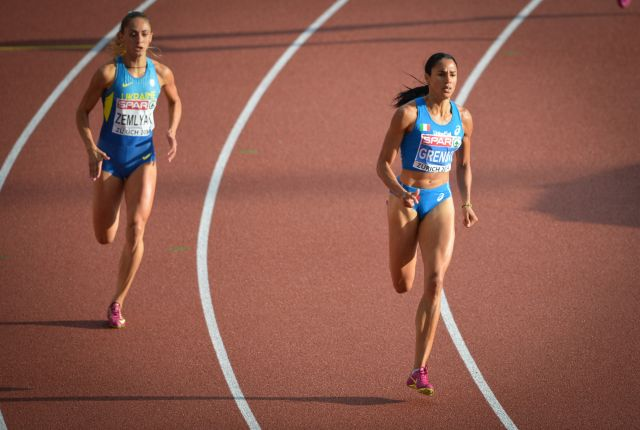
Libania Grenot (rechts) und Olha Semljak in der Zielkurve des 400-Meter-Finales

15. August 2014, 19:10 Uhr
| Platz | Name               | Nation         | Zeit (s) |
| ----- | ------------------ | -------------- | -------- |
| 1     | Libania Grenot     | Italien        | 51,10    |
| 2     | Olha Semljak       | Ukraine        | 51,36    |
| 3     | Indira Terrero     | Spanien        | 51,38    |
| 4     | Christine Ohuruogu | Großbritannien | 51,38    |
| 5     | Małgorzata Hołub   | Polen          | 51,84    |
| 6     | Bianca Răzor       | Rumänien       | 51,95    |
| 7     | Marie Gayot        | Frankreich     | 52,14    |
| 8     | Aauri Bokesa       | Spanien        | 52,39    |

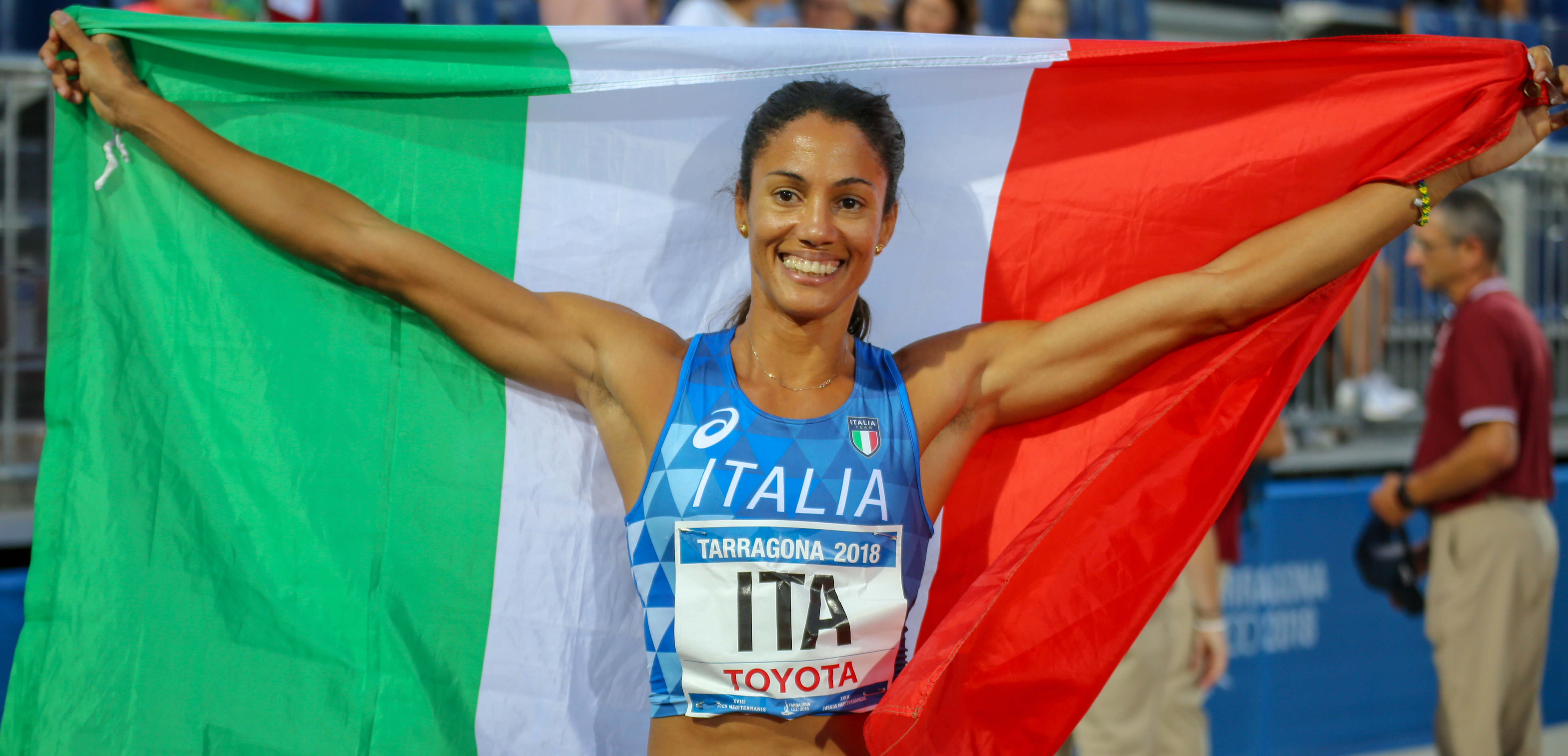
Europameisterin Libania Grenot
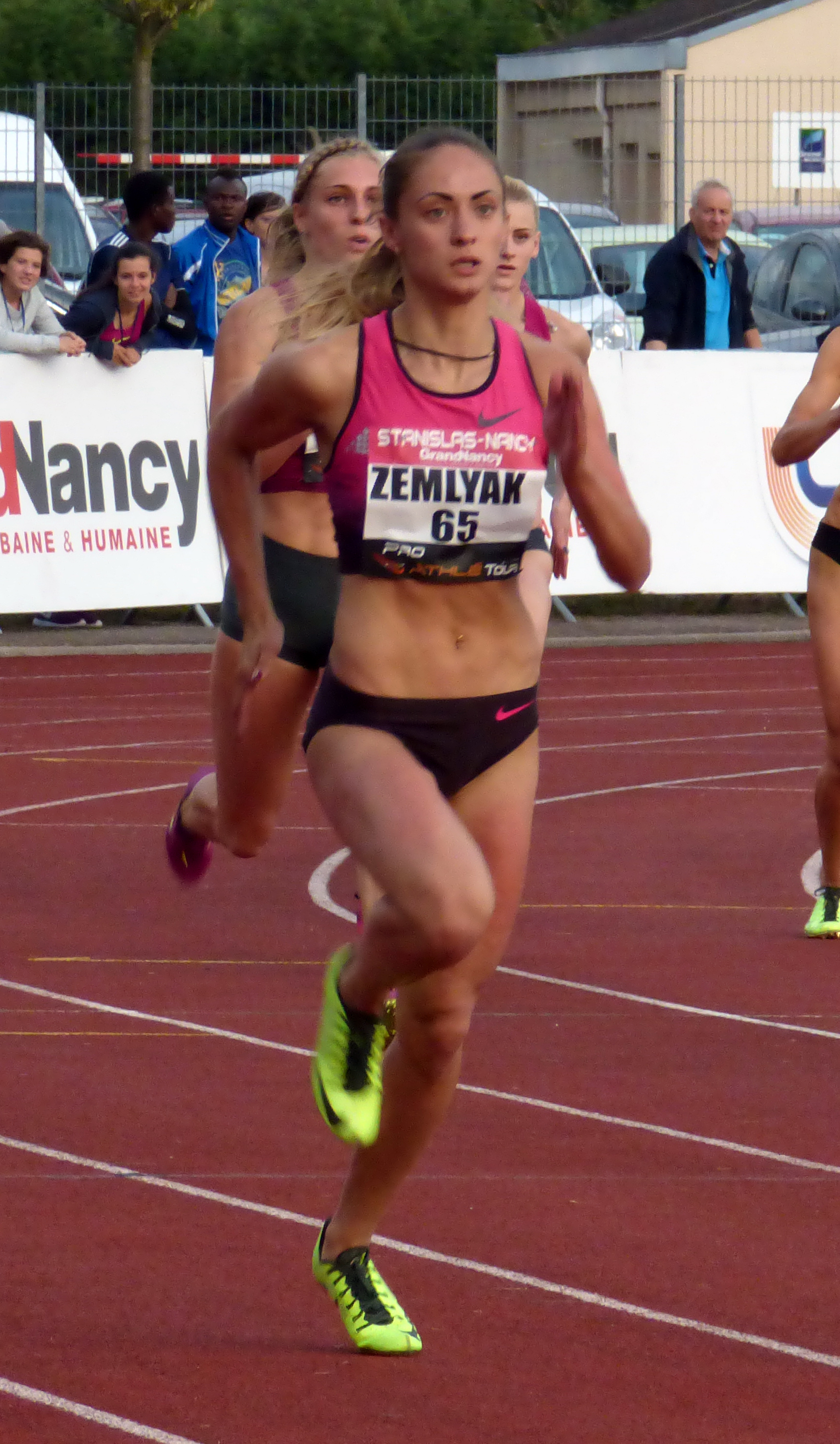
Vizeeuropameisterin Olha Semljak
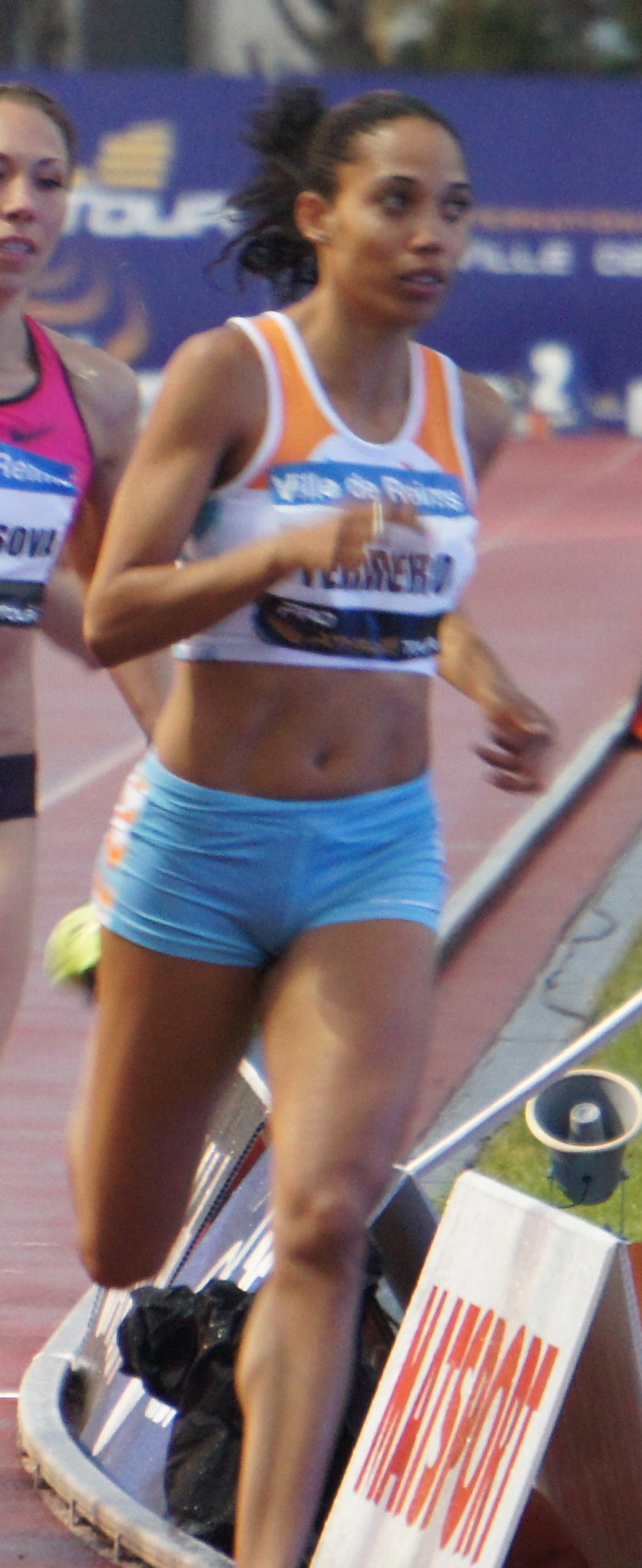
Bronzemedaillengewinnerin Indira Terrero
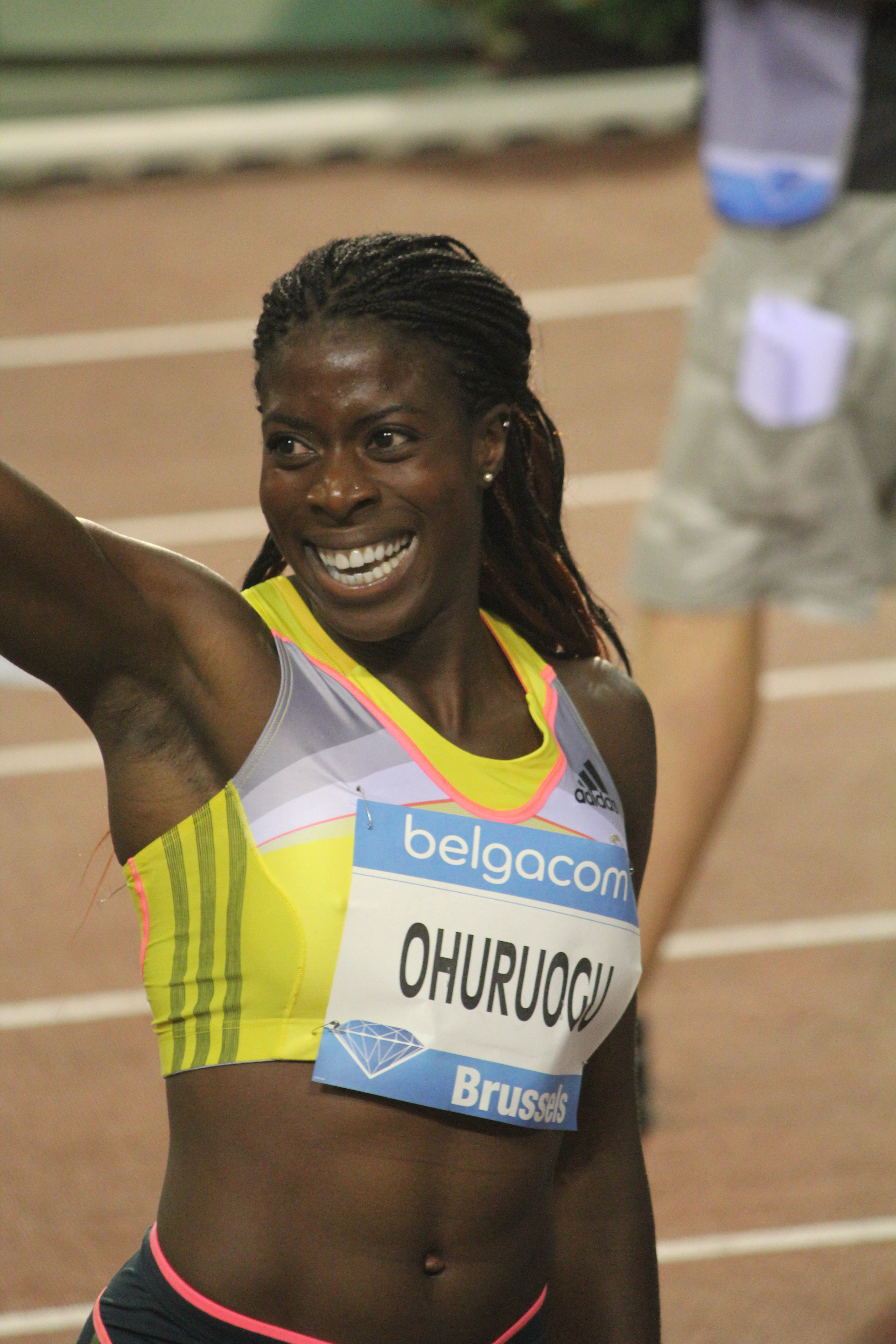
Der zweifachen Weltmeisterin (2007/2013) und Olympiasiegerin von 2008 Christine Ohuruogu fehlten auf ihrem vierten Rang nur Tausendstelsekunden zur Bronzemedaille

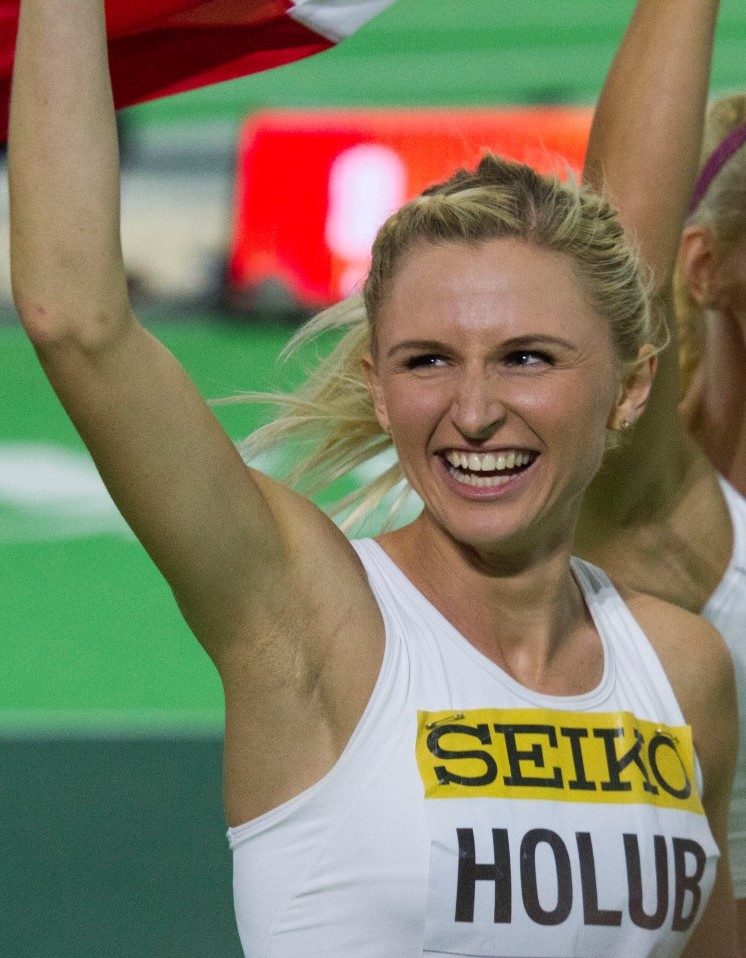
Małgorzata Hołub erreichte Platz fünf
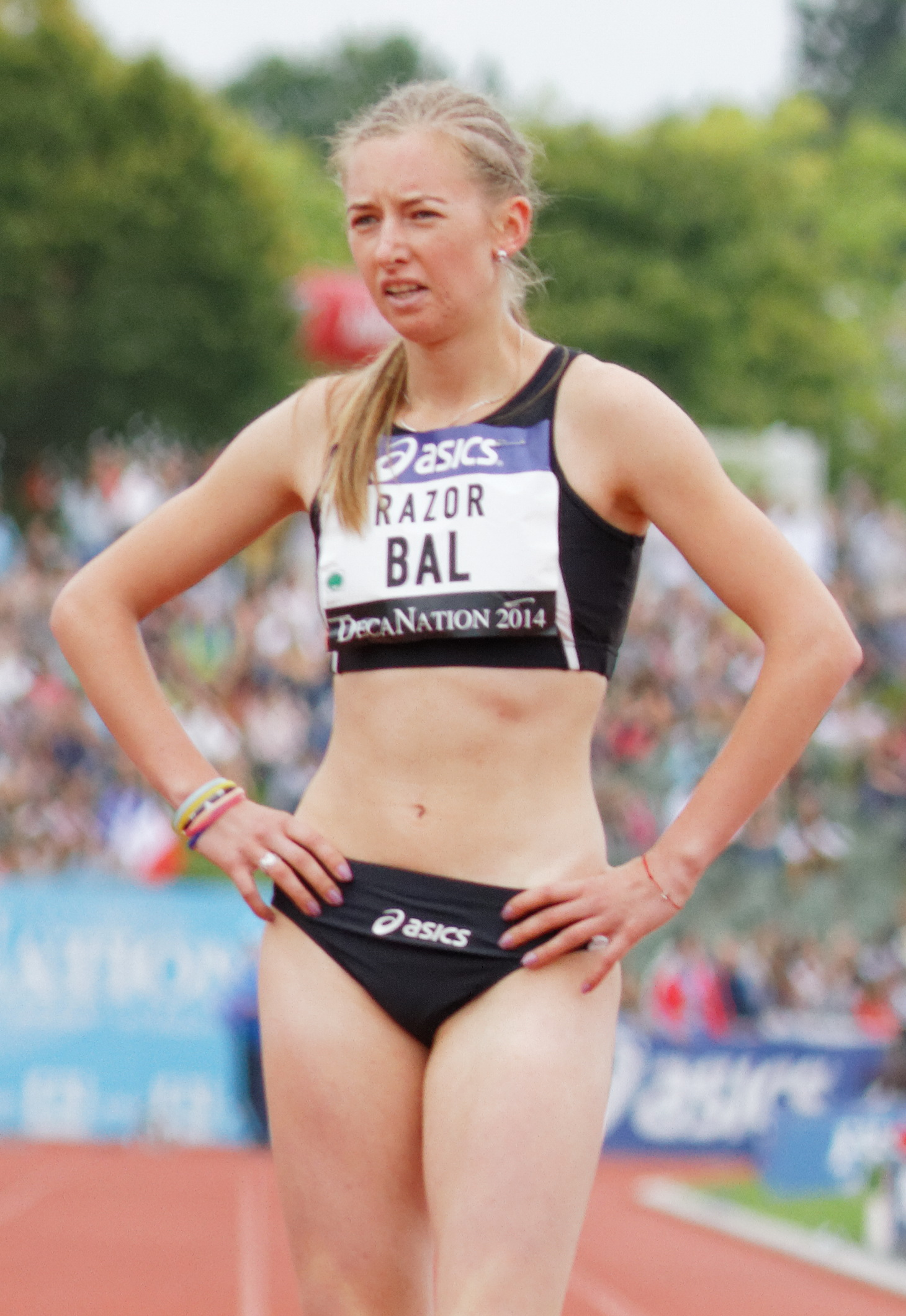
Bianca Răzor kam auf den sechsten Platz
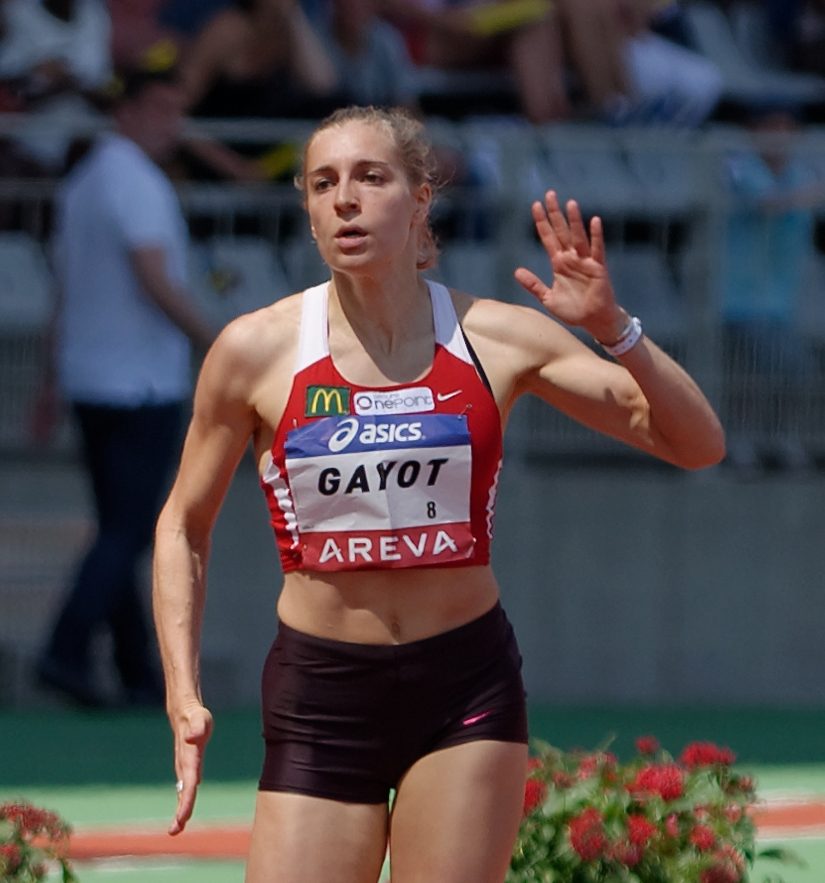
Marie Gayot belegte Rang sieben
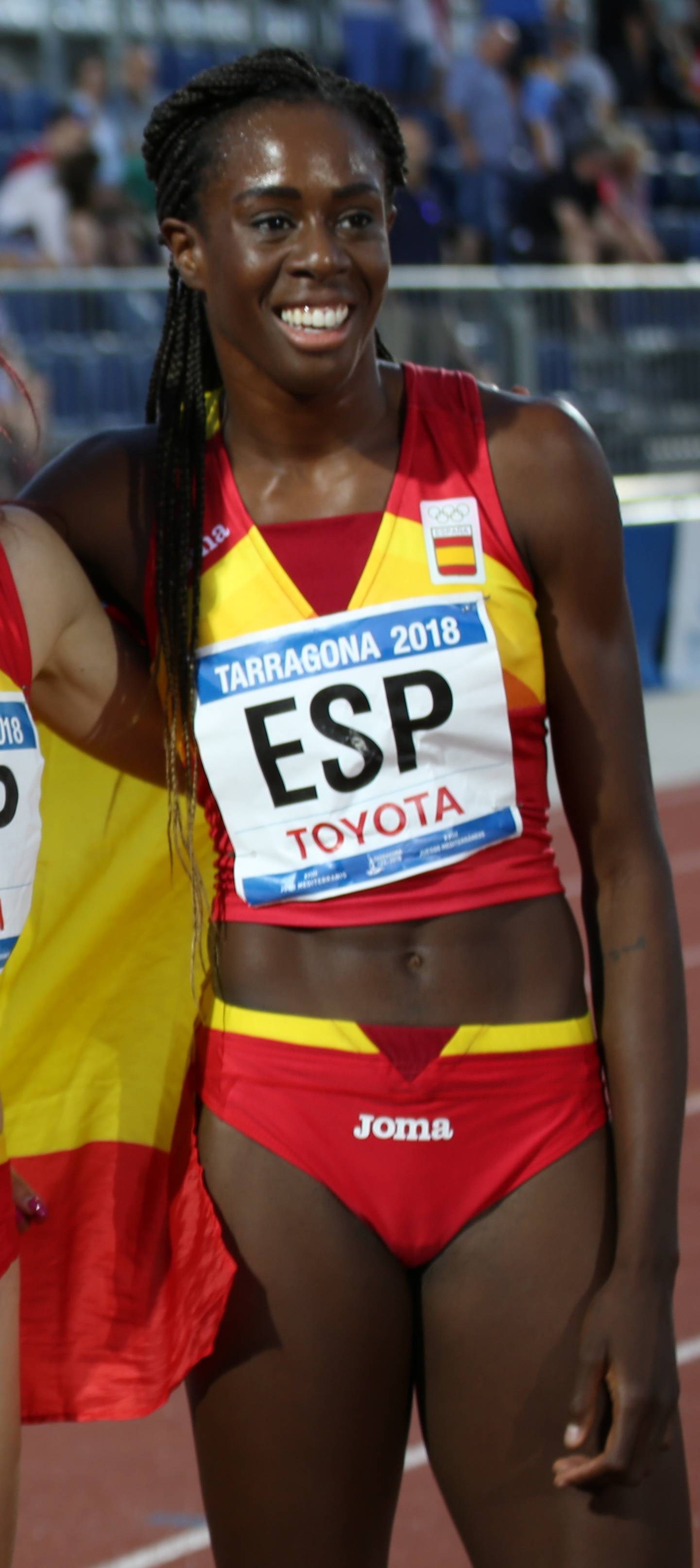
Die achtplatzierte Aauri Bokesa

## Videolinks
- Atletica Europei Zurigo 2014 Medaglia d'oro Libania GRENOT, youtube.com, abgerufen am 13. März 2023
- Zurich 2014 Women 400 m Italy gold with Libania Grenot, youtube.com, abgerufen am 13. März 2023